# Littay András
Vitéz Littay András (Szabadka, 1884. augusztus 15. – Melbourne, 1967. július 21.) magyar vezérezredes, a Budapesti Hadiakadémia tanára és parancsnoka, a VII. hadtest parancsnoka, a honvédelmi miniszter helyettese, magyar királyi titkos tanácsos, a Vitézi Rend tagja.

## Élete
A Ludovika Akadémián valamint a bécsi Kriegsschulében végezte tanulmányait, majd 1905-ben hadnaggyá avatták. Az első világháborúban megsebesült, gyógyulása után különböző vezérkari beosztásokban tevékenykedett. 1919-ben őrnaggyá léptették elő.
1922 és 1926 között a Budapesti Hadiakadémia tanára, majd az intézmény parancsnoka volt. 1936. október 1-jétől a miskolci 7. vegyesdandár, 1939. január 23-tól pedig a VII. hadtest parancsnokaként szolgált. Ez idő alatt vezette a Kelet-Felvidék felszabadítását, és a bevonulást Kassára altábornagyi rangban, amelyet 1937. november 1-jén kapott meg.
1940. március 1-jétől a Honvédség vezérkari főnökének helyettese, március 5-től magyar királyi titkos tanácsos, szeptember 1-jétől pedig már gyalogsági tábornok volt. 1941. február 14-én a Honvédelmi Minisztérium légügyi főcsoportfőnökévé nevezték ki. 1941. szeptember 19-től 1943. február 14-ig a honvédelmi miniszter helyettese volt, majd nyugállományba vonult. Ekkor a Magyar Érdemrend Nagykeresztjével tüntették ki.
1944-ben Németországba távozott, majd 1950-ben Ausztráliába emigrált, ahol 1967. július 21-én, Melbourneben meghalt.